# Edwin Wang
Edwin Wang (Meppel, 29 november 1991) is een Nederlands voetballer van Chinese afkomst die als middenvelder speelt.

## Carrière
Edwin Wang speelde in de jeugd van RKVVL en MVV Maastricht. Bij MVV debuteerde hij in het betaald voetbal op 11 februari 2011, in de met 3-0 gewonnen thuiswedstrijd tegen RKC Waalwijk. Hij kwam in de 90e minuut in het veld voor Lance Voorjans. Op 6 mei 2011 speelde hij zijn tweede en laatste wedstrijd voor MVV, in de met 3-0 verloren uitwedstrijd tegen Sparta Rotterdam. Hij startte in de basis en werd in de 79e minuut vervangen door Jerome Beckers. In 2011 vertrok hij naar EVV Echt, waar hij een seizoen speelde. In 2012 vertrok hij naar Excelsior Veldwezelt, waar hij van juli tot december speelde. In januari 2013 sloot hij aan bij Eerste-divisieclub Fortuna Sittard, waar hij geen wedstrijden speelde. In juli 2013 vertrok hij naar het Belgische Spouwen-Mopertingen. In 2017 ging Wang naar Bocholter VV en in 2018 naar Racing Club Hades Hasselt.

### Statistieken
| Seizoen                        | Club            | Land           | Competitie     | Competitie | Competitie | Beker | Beker | Totaal | Totaal |
| Seizoen                        | Club            | Land           | Competitie     | Wed.       | Dlp.       | Wed.  | Dlp.  | Wed.   | Dlp.   |
| ------------------------------ | --------------- | -------------- | -------------- | ---------- | ---------- | ----- | ----- | ------ | ------ |
| 2010/11                        | MVV Maastricht  | Nederland      | Eerste divisie | 2          | 0          | 0     | 0     | 2      | 0      |
| 2012/13                        | Fortuna Sittard | Nederland      | Eerste divisie | 0          | 0          | 0     | 0     | 0      | 0      |
| Carrièretotaal                 | Carrièretotaal  | Carrièretotaal | Carrièretotaal | 2          | 0          | 0     | 0     | 2      | 0      |
| Bijgewerkt op 25 februari 2017 |                 |                |                |            |            |       |       |        |        |